# Goran Jozinović
Goran Jozinović (ur. 27 sierpnia 1990 w Zenicy) – chorwacki piłkarz występujący na pozycji obrońcy. Od 2015 zawodnik FC Lugano, do którego trafił z Hajduka Split, którego jest wychowankiem.
W latach 2009–2010 przebywał na wypożyczeniu w NK Zadar. Jest reprezentantem chorwackiej młodzieżówki.